# Sometimes I Think About Dying
Sometimes I Think About Dying es una película de comedia dramática romántica estadounidense de 2023 dirigida por Rachel Lambert, escrita por Kevin Armento, Stefanie Abel Horowitz y Katy Wright-Mead. Está basado en la obra de Killers de Armento (2014) y en un cortometraje dirigido y coescrito por Horowitz que se estrenó en 2019. La película está protagonizada por Daisy Ridley, Dave Merheje, Parvesh Cheena, Marcia DeBonis, Meg Stalter, Brittany O'Grady y Bree Elrod.
El film tuvo su estreno mundial en la Selección Oficial (en competencia) del Festival de Cine de Sundance el 19 de enero de 2023 y se estrenó en cines en Estados Unidos el 26 de enero de 2024.

## Sinopsis
Fran es una oficinista socialmente incómoda que pasa la mayor parte de su tiempo aislada y sueña despierta con su propia muerte, cuando un nuevo colega pincha la burbuja de su propio aislamiento.

## Reparto
- Daisy Ridley como Fran
- Dave Merheje como Robert
- Parvesh Cheena como Garrett
- Marcia DeBonis como Carol
- Meg Stalter  como Isobel
- Brittany O'Grady como Sophie
- Bree Elrod como Amelia
- Lauren Beveridge como Tellulah
- Ayanna Berkshire como Emma
- Sean Tarjyoto como Sean
- Jeb Berrier como Doug
- Rich Hinz como Rich
- June Eisler como June
- Treasure Lunan como Bennie

## Producción
En octubre de 2021, se informó que Daisy Ridley filmó en secreto un drama independiente en Astoria, Oregón; el proyecto se anunciaría más tarde, en diciembre de 2021. Ridley también produjo la película con Rachel Lambert como directora. El guion de Kevin Armento es una adaptación parcial de su propia obra de teatro Killers, de 2014, y de un corto de Stefanie Abel Horowitz de 2019 del mismo nombre. También intervino como guionista Katy Wright-Mead. A los tres también se les atribuyó la escritura del guion del corto de 2019 y Horowitz también dirigió la obra de 2013.
La película está ambientada en una pequeña ciudad de la costa de Oregón. Ridley le dijo a una multitud en Sundance que se identificaba con Fran diciendo: "A veces me siento como un puto pedazo de mierda. Y a veces me siento genial... Lo interesante de Fran es que a veces es un poco desagradable. A veces ella dice: "No quiero jugar tus juegos". No quiero hablar de comida. Estoy bien, estoy aparte de esto. ' Y otras veces, ella dice: '¿Cómo puedo ser parte de esto?' Entonces resoné con eso.

## Estreno
Sometimes I Think About Dying se estrenó en el Festival de Cine de Sundance el 19 de enero de 2023. En abril de 2023, Oscilloscope adquirió los derechos de distribución de la película en Estados Unidos. Los derechos de distribución en el Reino Unido fueron adquiridos por Vertigo Releasing en mayo de 2023. Se estrenó en los Estados Unidos el 26 de enero de 2024.